# ۹ بهمن
۹ بهمن سیصد و پانزدهمین روز سال در گاه‌شماری خورشیدی است. به پایان سال ۵۰ روز (۵۱ روز در سال کبیسه) باقی‌است.

## رویدادها
- ۱۳۵۷ - بازگشایی فرودگاه مهرآباد به فرمان شاپور بختیار

## زادروزها
- ۱۳۰۵ - هوشنگ استوار آهنگساز مکتب موسیقی سمفونیک ایرانی
- ۱۳۱۶ - علی نظمی، سیاست‌مدار و وکیل و نماینده ارومیه از استان آذربایجان غربی در مجلس شورای ملی
- ۱۳۲۳ - فرهاد خان‌محمدی، بازیگر سینما و تلویزیون
- ۱۳۲۹ - فریدون فروغی، آهنگساز، نوازنده و خواننده سرشناس ایرانی
- ۱۳۳۱ - علیرضا خمسه، بازیگر تئاتر، سینما و تلویزیون اهل ایران
- ۱۳۳۱ - سید حسن شاهچراغی، نماینده دوره اول و دوم مجلس از شهرستان دامغان و سرپرست سابق مؤسسه کیهان
- ۱۳۳۳ - اسماعیل دقایقی، نظامی ایرانی
- ۱۳۵۲ - مهدی هاشمی‌نسب، بازیکن سابق و مربی فوتبال
- ۱۳۵۸ - مهدی فرجی، شاعر
- ۱۳۶۴ - میثم مصطفی جوکار، کشتی‌گیر
- ۱۳۶۶ - مریم طارمی، تهیه‌کننده، هنرپیشه، کارآفرین زاده ایران اهل هلند
- ۱۳۷۰ - پژمان قلعه‌نویی، پرتاب‌گر چکش
- ۱۳۷۴ - امیرحسین صدقی، بازیکن فوتبال

## درگذشت‌ها
- ۱۳۵۸ - علی عبده، مشت‌زن و مدیر ورزشی
- ۱۳۶۱ - حسن باقری، از فرماندهان نظامی
- ۱۳۶۱ - عبدالمجید بقایی، نظامی ایرانی
- ۱۳۸۰ - اسدالله ملک، نوازندهٔ ویُلن، کمانچه و آهنگساز و ملودی‌پرداز
- ۱۳۸۱ - یوسف صفوت، نخستین استاد ملی و قهرمان رسمی شطرنج ایران
- ۱۳۸۱ - محمداسماعیل دولابی، عارف اهل ایران
- ۱۳۸۱ - محمد کرمی‌زاده، روحانی اهل ایران
- ۱۳۸۶ - محمد خشنودی، استاد و عضو هیئت علمی دانشگاه سیستان و بلوچستان
- ۱۳۸۷ - مهدی اسداللهی، بازیکن، مربی، نویسنده و مفسر فوتبال
- ۱۳۸۹ - زهرا بهرامی، شهروند ایرانی-هلندی
- ۱۳۹۱ - راضیه غلامی شعبانی، اولین زن زندانی سیاسی ایران و از اعضای فرقه دموکرات آذربایجان و حزب توده ایران
- ۱۳۹۵ - کاظم افرندنیا، بازیگر سینما و تلویزیون
- ۱۳۹۷ - محمدنبی حبیبی، سیاستمدار ایرانی